# Saltos ornamentais nos Jogos Pan-Americanos de 2011
Os saltos ornamentais nos Jogos Pan-Americanos de 2011 foram realizados no Centro Aquático Scotiabank, em Guadalajara, México entre 26 e 29 de outubro. Foram disputadas oito provas, sendo quatro masculinas e quatro femininas.
A competição foi dominada pelo México que conquistou todas as medalhas de ouro em disputa. Paola Espinosa, bronze nos Jogos Olímpicos de 2008 e ouro no Campeonato Mundial de Esportes Aquáticos de 2009 na prova de plataforma de 10 metros, conquistou três medalhas de ouro e uma medalha de bronze, sendo a maior vencedora da competição.

## Calendário
| Outubro            | 13 | 14 | 15 | 16 | 17 | 18 | 19 | 20 | 21 | 22 | 23 | 24 | 25 | 26 | 27 | 28 | 29 | 30 |
| ------------------ | -- | -- | -- | -- | -- | -- | -- | -- | -- | -- | -- | -- | -- | -- | -- | -- | -- | -- |
| Saltos ornamentais |    |    |    |    |    |    |    |    |    |    |    |    |    | 2  | 2  | 2  | 2  |    |

|  | Dia de competição |  | Dia de final |

## Países participantes
Abaixo, a quantidade de atletas enviados por cada país, de acordo com o evento.
| CON                      | Sincronizado  | Sincronizado   | Sincronizado | Sincronizado  | Individual    | Individual     | Individual   | Individual    | Total | Total   |
| CON                      | 3 m Masculino | 10 m Masculino | 3 m Feminino | 10 m Feminino | 3 m Masculino | 10 m Masculino | 3 m Feminino | 10 m Feminino | Cotas | Atletas |
| ------------------------ | ------------- | -------------- | ------------ | ------------- | ------------- | -------------- | ------------ | ------------- | ----- | ------- |
| BRA Brasil               | X             | X              | X            | X             | 2             | 2              | 2            | 2             | 8     | 8       |
| CAN Canadá               | X             | X              | X            | X             | 2             | 2              | 2            | 2             | 8     | 8       |
| CHI Chile                | X             |                | X            |               | 2             |                | 2            |               | 4     | 4       |
| COL Colômbia             | X             | X              |              |               | 1             | 2              | 2            | 1             | 6     | 5       |
| CUB Cuba                 | X             | X              | X            | X             | 2             | 2              | 2            | 1             | 7     | 8       |
| DOM República Dominicana |               |                |              |               | 1             | 1              |              |               | 2     | 1       |
| MEX México               | X             | X              | X            | X             | 2             | 2              | 2            | 2             | 8     | 8       |
| PUR Porto Rico           |               |                |              |               | 1             | 1              | 1            | 1             | 4     | 3       |
| USA Estados Unidos       | X             | X              | X            | X             | 1             | 2              | 1            | 2             | 9     | 8       |
| VEN Venezuela            | X             | X              | X            | X             | 2             | 2              | 2            | 2             | 8     | 7       |
| Total: 10 CONs           | 8             | 7              | 6            | 6             | 16            | 16             | 16           | 12            | 60    | 60      |

## Medalhistas
Masculino
| Evento                                   | Ouro                                     | Prata                                         | Bronze                             |
| ---------------------------------------- | ---------------------------------------- | --------------------------------------------- | ---------------------------------- |
| Trampolim de 3 m individual detalhes     | Yahel Castillo MEX México                | Julián Sánchez MEX México                     | César Castro BRA Brasil            |
| Plataforma de 10 m individual detalhes   | Iván García MEX México                   | Rommel Pacheco MEX México                     | Sebastián Villa COL Colômbia       |
| Trampolim de 3 m sincronizado detalhes   | Yahel Castillo Julián Sánchez MEX México | Troy Dumais Kristian Ypsen USA Estados Unidos | René Hernández Jorge Pupo CUB Cuba |
| Plataforma de 10 m sincronizado detalhes | Iván García Germán Sánchez MEX México    | Jeinkler Aguirre José Guerra CUB Cuba         | Kevin Geyson Eric Sehn CAN Canadá  |

Feminino
| Evento                                   | Ouro                                    | Prata                                       | Bronze                                       |
| ---------------------------------------- | --------------------------------------- | ------------------------------------------- | -------------------------------------------- |
| Trampolim de 3 m individual detalhes     | Laura Sánchez MEX México                | Cassidy Krug USA Estados Unidos             | Paola Espinosa MEX México                    |
| Plataforma de 10 m individual detalhes   | Paola Espinosa MEX México               | Tatiana Ortiz MEX México                    | Meghan Benfeito CAN Canadá                   |
| Trampolim de 3 m sincronizado detalhes   | Paola Espinosa Laura Sánchez MEX México | Jennifer Abel Emilie Heymans CAN Canadá     | Kassidy Cook Cassidy Crug USA Estados Unidos |
| Plataforma de 10 m sincronizado detalhes | Paola Espinosa Tatiana Ortiz MEX México | Meaghan Benfeito Roseline Filion CAN Canadá | Yaima Mena Annia Rivera CUB Cuba             |

## Quadro de medalhas
| Ordem | País               | Medalha de ouro | Medalha de prata | Medalha de bronze |    |
| ----- | ------------------ | --------------- | ---------------- | ----------------- | -- |
| 1     | MEX México         | 8               | 3                | 1                 | 12 |
| 2     | CAN Canadá         |                 | 2                | 2                 | 4  |
| 3     | USA Estados Unidos |                 | 2                | 1                 | 3  |
| 4     | CUB Cuba           |                 | 1                | 2                 | 3  |
| 5     | BRA Brasil         |                 |                  | 1                 | 1  |
|       | COL Colômbia       |                 |                  | 1                 | 1  |
| TOTAL | TOTAL              | 8               | 8                | 8                 | 24 |